# 海菜花
海菜花（学名：Ottelia acuminata），为水鳖科水车前属下的一个植物种。